# Kálmán Tisza
Kálmán Tisza de Borosjenő (n. 16 decembrie 1830, Geszt, Districtul Sarkad, Békés, Ungaria – d. 23 martie 1902, Budapesta, Austro-Ungaria) a fost un om politic maghiar, care a îndeplinit funcția de prim-ministru al Regatului Ungariei între 1875 și 1890. El este, până în prezent, cel mai longeviv șef de guvern din istoria Ungariei.
Perioada guvernării sale se evidențiază prin reformarea sistemului politic maghiar, consolidarea și eficientizarea administrației și reformarea majoră a economiei. Astfel, Ungaria a fost transformată într-un stat modern cu un regim constituțional și cu o guvernare centralizată eficientă. Totodată, a început să se manifeste în această perioadă o politică de maghiarizare prin care s-a urmărit impunerea hegemoniei maghiare asupra celorlalte comunități etnice și lingvistice din Ungaria.

## Cariera politică
În 1848 a lucrat ca asistent în cadrul Ministerului Religiei și Educației Publice din guvernul Batthyány. S-a mutat la Debrețin împreună cu Comitetul de Apărare Națională. Astfel, la vârsta de 18 ani, Kálmán Tisza a asistat la una dintre cele mai mari reforme ale arenei politice din istoria Ungariei. Statul maghiar a trecut de la o guvernare de tip feudal la o guvernare constituțională, asemănătoare în multe privințe cu guvernarea modernă. Noile legi precum Legea a III-a au desființat Cancelaria regală și Consiliul Rezidențial și le-au înlocuit cu un parlament bicameral (Casa Magnaților și Camera Reprezentanților). Democratizarea administrației politice s-a realizat, de asemenea, prin Legea a V-a care a acordat dreptul de vot la 6,5% din populația Ungariei. În fine, unirea teritoriilor tradiționale maghiare prin Legile a VI-a și a VII-a a permis realizarea unui stat maghiar unit. Aceste reforme puternice au determinat o revoltă naționalistă care a dus la răsturnarea de la putere a monarhilor habsburgi și la proclamarea independenței Ungariei în timpul Revoluției Maghiare de la 1848.

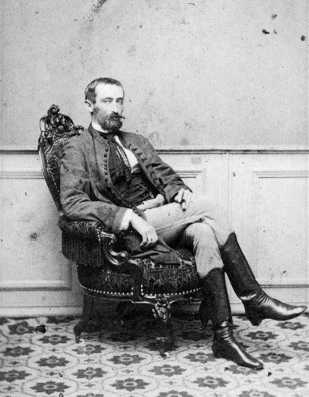
Kálmán Tisza în 1865

După înfrângerea Revoluției Maghiare de la 1848, majoritatea reforme adoptate de guvernul revoluționar maghiar au fost revocate, iar Ungaria a trecut sub o administrație militară condusă de generalul Haynau. Kálmán Tisza a emigrat în străinătate, trăind timp de un an și jumătate ca refugiat. Deși contrarevoluția a pus capăt guvernării într-un stil parlamentar al Ungariei, ea nu a distrus semințele plantate de acele reforme. În 1859 și 1860, după ce a observat sprijinul popular maghiar acordat italienilor în timpul Războaielor Austro-Italiene, Austria a început să adopte o serie de reforme politice în Ungaria pentru a evita repetarea evenimentelor de la 1848. În această perioadă Kálmán Tisza a început să obțină funcții politice din ce în ce mai înalte. În 1860 i s-a refuzat numirea în postul de comite al comitatului Bihor, dar în 1861 a fost ales vicepreședinte al Camerei Reprezentanților. A făcut parte din Partidul Rezoluției condus de contele László Teleki, iar după sinuciderea lui Teleki la 7 mai 1861 Tisza a preluat pentru o scurtă perioadă conducerea partidului. Timp de zece ani, începând din 1865, Kálmán Tisza și Kálmán Ghyczy au fost conducătorii organizației Balközép. Tisza a participat, ca membru al Parlamentului, la negocierile cu împăratul Franz Joseph I care au condus la adoptarea compromisului austro-ungar. El s-a opus compromisului negociat de Ferenc Deák și a elaborat un așa-numit program Bihar la 2 aprilie 1868. Compromisul austro-ungar a restaurat „integritatea constituțională a Ungariei”, cu excepția competențelor de apărare și a relațiilor externe.
În februarie 1875 a fost înființat Partidul Liberal prin fuziunea Partidului Deák cu organizația Balközép (Centru stânga), iar Kálmán Tisza a fost ales la 1 martie 1875 președintele noului partid. Partidul Liberal a rămas la putere timp de trei decenii fără întrerupere. Baza electorală a noii organizații era aristocrația, clasa de mijloc și superioară și marii capitaliști. Tisza a fost numit ministru de interne, la 2 martie 1875, în noul guvern condus de Béla Wenckheim. Apoi, la 20 octombrie 1875, Kálmán Tisza a devenit prim-ministru, îndeplinind această funcție până la 15 martie 1890. El a deținut, de asemenea, și unele funcții de ministru: ministru de interne (20 octombrie 1875 - 11 martie 1887), ministru al economiei (11 octombrie - 5 decembrie 1878, 11 februarie 1887 - 9 aprilie 1889) și ministru delegat la curtea regală (11 iulie - 25 septembrie 1879).
Noua administrație guvernamentală a Ungariei era necentralizată și ineficientă la momentul preluării conducerii de către Kálmán Tisza. Noul prim-ministru s-a preocupat mai ales de reformarea administrației și a economiei. Unul dintre primele acte realizate în timpul guvernării lui Kálmán Tisza a fost consolidarea puterii și transformarea birocrației într-o mașinărie puternică: „Birocrația era însărcinată cu alegerile și a perpetuat majoritatea liberală, în timp ce parlamentul și partidul împrumutau politicilor administrative o aură de legitimitate și ofereau un forum pentru armonizarea intereselor birocratice”. Kálmán Tisza a consolidat puterea guvernului, în timp ce Parlamentul a avut rolul de a oferi o legitimitate acțiunilor executivului.

### Reforma Casei Magnaților din Ungaria
469 de membri ai Casei Magnaților au fost eliminați în conformitate cu dispozițiile Legii Parlamentului. Numărul de membri a fost stabilit la 369 de membri: 205 membri ereditari, 83 de demnitari bisericești și, o categorie nouă, 81 de membri numiți pe viață.  Titlurile aristocratice erau încă acordate de puterea imperială, dar urmau să fie atribuite la sfatul primului ministru care, în caz de urgență, ar fi putut solicita numirea de noi membri pentru a asigura trecerea unei anumite legi. Aceste reforme au făcut ca deținătorul funcției de prim-ministru să devină cel mai important actor din arena politică a Ungariei, permițându-i lui Tisza să-și consolideze puterea în cadrul administrației Ungariei și înlăturând, de asemenea, o mare parte a influenței exercitate de austrieci. El a reușit astfel să micșoreze dependența politică a Ungariei de Austria.

### Reforme economice
În perioada 1869-1875, odată cu înființarea noului sistem politic maghiar, ungurii au ales să-și modeleze sistemul economic după modelul francez. Problema cu care s-au confruntat a fost că sistemul lor politic actual era mai avansat în comparație cu sistemul lor economic arhaic. De exemplu, impozitarea cetățenilor se făcea sub forma unor campanii cvasi-militare care adunau doar 11% din taxe și, în plus, înfuriau populația rurală. Astfel, acești 6 ani au fost cunoscuți ca o perioadă de gestionare defectuoasă a economiei de către guverne ineficiente. Când Tisza a venit la putere în 1875, el a consolidat economia în moduri similare cu cele care au contribuit la consolidarea puterii guvernului. El a inițiat reforme fiscale care au salvat statul de la faliment. În 1887 Sándor Wekerle a devenit ministru de finanțe. Tisza și Wekerle au organizat un nou sistem fiscal care s-a axat pe impozitarea proprietăților. Succesul acestor reforme a fost uriaș, iar în timp ce impozitul pe teren a crescut cu 30%, veniturile guvernului au crescut cu 330%. Între anii 1880 și 1895 veniturile publice s-au dublat datorită reformelor fiscale de succes. Sistemul Tisza-Wekerle a salvat guvernul de la faliment, dar s-a dovedit a fi prea dur și, în cele din urmă, a împiedicat dezvoltarea unei piețe interne pentru produsele originare din Ungaria.

## Moștenire
Realizările celor 15 ani de guvernare ai lui Kálmán Tisza au fost remarcabile. Deși el s-a născut într-o epocă caracterizată prin administrarea imperială austriacă a Ungariei și a moștenit un guvern constituțional maghiar în stare de colaps, el a reușit să transforme Ungaria într-un stat modern. El și-a salvat țara de la faliment și a creat și consolidat un guvern centralizat eficient. Reformele realizate în timpul guvernării sale au crescut încrederea populației maghiare, odinioară oprimată de austrieci, și au contribuit la consolidarea regimului constituțional. Cu toate acestea, el a fost asociat, de asemenea, cu politica de maghiarizare și cu impunerea hegemoniei maghiare asupra celorlalte comunități etnice și lingvistice din Ungaria, precum și cu consolidarea influenței micii nobilimi maghiare în viața politică. Fiul lui, István Tisza, a devenit, de asemenea, un cunoscut politician maghiar.

## Strămoși
| Kálmán Tisza de Borosjenő | Tatăl: Lajos Tisza de Borosjenő | Bunicul patern: László Tisa de Borosjenő | Străbunicul patern: László Tisa de Borosjenő                   |
| Kálmán Tisza de Borosjenő | Tatăl: Lajos Tisza de Borosjenő | Bunicul patern: László Tisa de Borosjenő | Străbunica paternă: Rebekáh Szénás de Bályok                   |
| Kálmán Tisza de Borosjenő | Tatăl: Lajos Tisza de Borosjenő | Bunica paternă: Katalin Teleki de Szék   | Străbunicul patern: Lajos Teleki de Szék                       |
| Kálmán Tisza de Borosjenő | Tatăl: Lajos Tisza de Borosjenő | Bunica paternă: Katalin Teleki de Szék   | Străbunica paternă: Sára Tholdy de Nagyszalonta et Feketebátor |
| Kálmán Tisza de Borosjenő | Mama: Juliánna Teleki de Szék   | Bunicul matern: József Teleki de Szék    | Străbunicul matern: József Teleki de Szék                      |
| Kálmán Tisza de Borosjenő | Mama: Juliánna Teleki de Szék   | Bunicul matern: József Teleki de Szék    | Străbunica maternă: Janka Róth de Királyfalva                  |
| Kálmán Tisza de Borosjenő | Mama: Juliánna Teleki de Szék   | Bunica maternă: Zsófia Teleki de Szék    | Străbunicul matern: Lajos Teleki de Szék                       |
| Kálmán Tisza de Borosjenő | Mama: Juliánna Teleki de Szék   | Bunica maternă: Zsófia Teleki de Szék    | Străbunica maternă: Sára Tholdy de Nagyszalonta et Feketebátor |

## Legături externe
- Opere de sau despre Kálmán Tisza la Internet Archive